# Alexandre Dolsky
Alexandre Dolsky (en russe : Алекса́ндр Алекса́ндрович До́льский), né le 7 juillet 1938 à Sverdlovsk est un auteur, poète, musicien, compositeur et interprète russe.

## Biographie
Alexandre Dolsky naît le 7 juillet 1938 dans la ville de Sverdlovsk. Il naît dans une famille artistique : son père Alexandre Viktorovitch Dolsky (Александр Викторович Дольский) (1913-2000) est chanteur ténor d’opéra et un acteur renommé et sa mère Elizabetha Alexandrovna Dolskaya (Елизавета Александровна Дольская) (1912- ) est une ballerine diplômée de l’académie de ballet Agrippina Iakovlevna Vaganova de Léningrad.
Dès son enfance, Alexandre Dolsky démontre un talent musical très développé : il mémorise les mélodies qu’il aime et il apprend par cœur presque tout le répertoire du théâtre d’opéra et de ballet de Sverdlovsk où travaillent ses parents. En 1948, alors qu’il n’a que dix ans, il apparaît pour la première fois sur une scène professionnelle avec la chorale de garçons de l’opéra de Sverdlovsk, dans les opéras La Dame de pique et Carmen. 
Très tôt, il s’intéresse à la guitare. Il en obtient une à sept cordes et il joue dans l’orchestre de l’école. Dès 1949, il compose ses premières chansons à partir de ses propres poèmes. Cinq ans plus tard, il écrit la chanson Плакала девчонка, слезы не унять (Une fille a pleuré, les larmes ne s'arrêtent pas) que Dolsky considère comme sa première vraie chanson. Cette chanson connaît un grand succès et elle devient un succès folk dans l'Union soviétique pendant les années 1950 et 1960. En 1956, il obtient un diplôme de l’école de musique dans la catégorie « guitare à six cordes ». Au cours des années 1950, il obtient la deuxième place du premier « Concours d’artistes de variétés » en tant que guitariste. Il entre à la faculté de construction de l’Institut polytechnique de Sverdlovsk en 1958. Pendant cette période, Alexandre Dolsky se produit comme soliste à la guitare en jouant des mélodies à la Philharmonie de Sverdlovsk (en). Il continue sur les deux fronts : ses études et la musique. Un an après son entrée à l’Institut, il suit des cours de guitare dans la classe du célèbre guitariste et professeur Vladimir Savinykh (Владимира Савиных) puis du guitariste réputé Lev Alexiévich Voinov (Лев Алексеевич Воинов) qui le prend sous son aile pendant des années. Ce dernier oblige Dolsky à jouer des classiques comme, entre autres Enrique Granados, Isaac Albéniz, Heitor Villa-Lobos.
Après avoir obtenu son doctorat, il poursuit au niveau postdoctoral à la faculté d'ingénierie économique et travaille comme ingénieur-concepteur à l'entreprise Ouralstalconstruction (Уралстальконструкция) et aussi comme professeur à l’Institut polytechnique de l’Oural. Dès 1965, quelques-unes de ses chansons passent à la station de radio pansoviétique "Jeunesse" (Юность) et il commence à faire des tournées et des concerts solos à travers toute l’Union soviétique. Il fait sa première apparition télé en 1967 et la même année, il performe au Festival de l’Université d'État de Moscou où il rivalise avec des artistes très connus comme Boris Vakhnyuk (Борис Вахнюк) et Sergueï Nikitine (Серге́й Ники́ти).
Tout en travaillant comme professeur de mathématiques, il poursuit sa création et sa carrière artistiques. Pour donner une structure à son écriture et à sa musique, il relit Pouchkine, Shakespeare et il découvre nombres de poètes dont Baudelaire, Prévert, Brecht. En 1968, il prend part au premier Festival pansoviétique de la chanson d'auteur à l'Académie des Sciences (Akademgorodok) de Novossibirsk. Sa performance a été incluse dans le film documentaire "Chansons interdites" (Запрещенные песни) (1990) réalisé par Valeri Novikov (Валерий Новиков).
C’est en 1971 qu’il obtient une grande notoriété alors qu’il triomphe et se retrouve parmi les lauréats du Festival panrusse de la chanson d’auteur Grushinsky. Au cours des années 1970, les chansons de Dolsky sont connues dans tout le pays, mais leurs contenus sont sous le coup de la censure. En 1974, Dolsky déménage à Léningrad et il continue sa double vie : le travail de recherche à l'Institut de recherche d'architecture et celui de musicien et chanteur qui l’amène à voyager à travers tout le pays. En 1979, il fait la rencontre de l’artiste du peuple, Arkadi Raïkine et en mars 1979, il devient acteur sous la direction de Raïkine et artiste soliste de variétés où il interprète ses chansons lyriques et philosophiques. Puis, il quitte son travail et devient un artiste indépendant de la Russie.
En 1980, il sort son premier album géant « Звезда на ладони » (Une étoile dans la paume de la main). En 1989, il est nommé « Artiste émérite de la RSFSR » (République socialiste fédérative soviétique de Russie)(РСФСР). Toujours la même année, il représente l’Union soviétique lors d’un concert historique en direct à la télévision, au Tiergarten park près du mur de Berlin, deux mois avant que celui-ci ne tombe. 
Depuis ce moment-là, Alexandre Dolsky a donné des concerts sur quatre continents avec son spectacle solo. Il a joué dans quelques films et il a composé de la musique pour des poèmes d’autres poètes d’origine anglaise, américaine, française et russe. Il a écrit plus de deux cents poèmes et chansons qu’il a performés soit en concert, soit sur disque ou soit dans des films. Il a publié plus de vingt albums de chansons qui se sont vendus en millions de copies et ses spectacles attirent des milliers et des milliers de spectateurs. Il a aussi publié des recueils de poèmes, des romans dont certains contiennent ses propres illustrations.  Il a fait partie des fondateurs du prix Prix de Tsarskoïe Selo ("Царскосельской премии") remis pour des accomplissements dans la culture russe (1994). En 2002, il a reçu le Prix de la littérature Bulat Okudzhava (премии Булата Окуджавы). Son œuvre est aujourd’hui étudiée dans les écoles,.
Ses disques sont publiés en millions d’exemplaires 
Aujourd’hui, Dolsky s’intéresse à la peinture et il vit et travaille maintenant à Saint-Pétersbourg,. 

## Artiste
Ce qui distingue Dolsky des autres interprètes s’accompagnant à la guitare, c’est que cet instrument n’est pas seulement un accompagnement, mais elle est sa partenaire. Sa guitare « … pleure et rit, selon son désir, elle peut résonner avec le tintement cristallin du clavecin, se disperser avec le trille de la balalaïka, ou résonner avec le battement sec du tambour ».

## Discographie
La discographie d'Alexandre Dolsky comprend plus de 20 albums. Les informations ci-dessous sont tirées en majeure partie du site officiel de l’artiste.

### Albums vinyle
- 1979 : Старинные часы (Les vieilles horloges)
- 1980 : Звезда на ладони (L'étoile dans la paume)
- 1981 : Государство синих глаз (L'État aux yeux bleus)
- 1983 : Ленинградские акварели (Aquarelles de Léningrad)
- 1985 : Теплые звезды (Étoiles chaudes)
- 1987 : Прощай, ХХ век (Adieu XXe siècle)
- 1988 : Оглянись не во гневе (Ne te retourne pas avec colère)
- 1987 : Пейзаж в раме (Paysage encadré)
- 1990 : Музыка над моей головой (La musique au-dessus de ma tête)
- 1991 : На круги своя (En cercles propres)"
- 1991 : Тайная вечеря (La Cène secrète)
- 2000 : Российские барды: А. Дольский (Bardes russes : A. Dolsky)

### Disques compacts
- 1995 : Возвращение в Петербург (Retour à Saint-Pétersbourg)
- 1995 : Звезда на ладони (L'étoile dans la paume)
- 1996 : Ангел-хранитель ("L'ange gardien")
- 1996 : Недострелянная птица (L'oiseau non abattu)
- 1997 : Туманы и дожди (Brumes et pluies)
- 1997 : Русский вопрос (Question russe)
- 1997 : Трава и ветер (L'herbe et le vent)
- 1999 :  На круги своя (En ses propres cercles).
- 1999 : Тайная вечеря (La Cène secrète)
- 1999 : Концерт в Минске, 2 CD (Concert à Minsk).
- 1999 : Концерт в Москве (Concert à Moscou).
- 2000 :  Осенний полёт (Vol d'automne).
- 2004 : sept CD avec des chansons sur les poèmes de Nikolaï Goumilev, Charles Baudelaire et Jacques Prévert, ainsi que sur des poèmes de jeunesse et des poèmes d'étudiants ont été publiés[2].

### Disque de compilations d’Alexandre Dolsky
- Старинные часы (Les vieilles horloges)
- Государство синих глаз (L'État aux yeux bleus)
- Ленинградские акварели (Aquarelles de Léningrad)
- Теплые звезды (Étoiles chaudes)
- Прощай, ХХ век (Adieu XXe siècle)
- Оглянись не во гневе (Ne te retourne pas avec colère)
- Пейзаж в раме (Paysage encadré)
- Музыка над моей головой (La musique au-dessus de ma tête)
- На круги своя (En ses propres cercles)
- Российские барды: А. Дольский (Bardes russes : A. Dolsky).

### Compilation avec plusieurs artistes
Informations tirées du site de « Rate your music».
- 1986 : 14 Soviet Superhits (14 grands succès soviétiques) (disque vinyle); artistes variés, Dolsky interprète Сентябрь, дожди (Septembre, pluies)

- 1989 : Слушайте авторов. Музыкальный клуб "Крестьянки" (Écoutez les auteurs. Club musical no 6; Les paysannes) (disque vinyle); artistes variés; Dolsky interprète Оглянись не во гневе ("Ne te retourne pas avec colère")

- 1996 : Честь тебе, Петербург. Встреча друзей 2. 35 лет клубу песни Восток (Honneur à toi, Saint-Pétersbourg. Rencontre d'amis 2, 35 ans du club de chansons Vostok) (cassette); artistes variés; Dolsky interprète На Расстанной (À l'intersection)

- 2002 : The Rough Guide to the Music of Russia 2002 (Le guide approximatif de la musique russe) (CD); artistes variés; Dolsky interprète Сентябрь, дожди (Septembre, pluies)

- 2003 : Песни о нашем городе. 300 летию Санкт-Петербурга посвящается (Chansons sur notre ville. Dédié au tricentenaire de Saint-Pétersbourg")(2 CD) ; artistes variés; Dolsky interprète Ленинградский вальс (Valse de Léningrad)

## Filmographie

### Acteur
- 1981 : Спасибо за нелётную погоду (Merci pour le temps non volant)[9]
- 1983 : Фантазёр (Rêveur)
- 1988 : Игра с неизвестным (Jeu avec l'inconnu) (documentaire); rôle : en lui-même
- 1990 : Когда святые маршируют (When the Saints Go Marching In; rôle: Viktor Ivanovich Krotov, manutentionnaire dans un magasin; il interprète aussi ses chansons
- 1990 : Новая Шахерезада (Nouvelle Shéhérazade); rôle : Sergei Alexeevich Vorontsov, voisin
- 1992 : Рин (Rin. Légende de l'icône); film russo-japonais, rôle : Nikolaï, moine iconographe
- 1993 :  Лабиринт любви (Labyrinthe d'amour); rôle : inconnu
- 2000 : Свидание в театре пепла 2000 (Rendez-vous au théâtre du Péplum); rôle : en lui-même
- 2007 : Монологи на фоне красного кирпича, или 20 лет спустя (Monologues sur fond de briques rouges, ou 20 ans plus tard); documentaire musical; rôle : en lui-même

### Compositeur
- 1971 : Кочующий фронт (Le front itinérant)
- 1981 : Спасибо за нелётную погоду (Merci pour le temps dégagé)
- 1983 : Фантазёр (Rêveur)
- 2000 : Свидание в театре пепла (Rendez-vous au théâtre de la cendre)
- 2000 : Кулак богомола (Le poing de la mante religieuse)
- 2023 : Случай на охоте (Incident de chasse)

### Auteur de chanson
Les informations ci-dessous sont tirées des sites suivants : site officiel de l’artiste, IMDB et plusieurs autres
- 1975 : Старший сын (Fils aîné)[10]
- 1978 : Трактир на Пятницкой (Taverne à Piatnitskaya)
- 1990 : Когда святые маршируют (When the Saints Go Marching in); Dolsky interprète quelques-unes de ses chansons

### Scénariste
- 1977 : Трактир на Пятницкой (L'Auberge de la rue Pyatnitskaya); scénario par Alexandre Dolsky, Nikolaï Léonov
- 1986 : Новые сказки Шахерезады (Les Nouveaux Contes de Shéhérazade); scénario par Alexandre Dolsky, Valeri Karen, Takhir Sabiro

## Télévision
Depuis 1985, plusieurs programmes-concerts de A. Dolsky ont été diffusés à la télévision. Il a activement participé aux programmes "Взгляд" (Regard) et "Пятое Колесо" ("La cinquième roue") 

### Téléfilms
- 1979 : Прощание с осенью (Adieu à l'automne), (téléfilm musical, il interprète des chansons
- 1981 : Спасибо за нелётную погоду (Merci pour le temps sans gel); téléfilm musical; interprète de chansons
- 1983 : Ленинградские акварели (Aquarelles de Léningrad); téléfilm musical, interprète de chanson

### Documentaire
- 1987 : Два часа с бардами (Deux heures avec les bardes); dans son propre rôle
- 1988 : Игра с неизвестным (Jeu avec l'inconnu); rôle : inconnu
- 1990 : Запрещённые песенки (Chansons interdites); film sur le festival des bardes à Akademgorodok en 1968
- 2007 : Монологи на фоне красного кирпича, или 20 лет спустя (Monologues sur fond de briques rouges, ou 20 ans plus tard); rôle : inconnu

## Radio
- 2001 et 2002 : «Незаконченный черновик» ("Brouillon inachevé" ), Alexandre Dolsky a animé cette émission pendant deux ans sur la radio russe[2]

## Publication
Au début des années 1960, Alexandre Dolsky publie des poèmes. Mais, ses livres de poésie ne sont publiés que dans les débuts de perestroïka, soit en 1988

### Poésie
- 1988 : Пока живёшь (Pendant que tu vis), Moscou : Pravda, série : Bibliothèque Ogoniok, no 5; 1988, 32 pages[11],[1]
- 1990 : Каменные песни (Les Chansons de Pierre), Léningrad : Littérature artistique, 1990, 192 pages
- 1991 : Синий автопортрет (Autoportrait bleu), Léningrad : Littérature artistique; 1990, 176 pages
- 1991 : Четыре ангела (Quatre anges), Léningrad : Littérature artistique; 1991, 328 pages;   (ISBN 5-7768-0034-X) A
- 1993 : «Благословение (Bénédiction); poèmes et chansons, Annexe à l’almanach Pétropol, série "Solo pétersbourgeois", no 5, 1993, 47 pages; note(s): livre comprend 41 œuvres de Dolsky
- 1998 : Песни Одиссея (Chansons d'Ulysse), Saint-Pétersbourg: Fondation de la poésie russe, Pétropol, 1998, 67 pages
- 1998 : Свет небес (Lumière céleste), Saint-Pétersbourg : Fondation de la poésie russe, 1998, 72 pages
- 1999 : Сонеты (Sonnets), Saint-Pétersbourg : Édition du Fonds de la poésie russe en collaboration avec l'almanach "Petropol", 1999, 123 pages.
- 1999 : Летейское вино : Венки сонетов (Vin de Léthé), Saint-Pétersbourg : Fondation de la poésie russe, Pétropol, 1999, 95 pages
- 2001 : Александр Дольский. Сочинения. Стихотворения (Alexandre Dolsky. Œuvres. Poèmes), Lokid Press éditeur, série ", Voix du XXe siècle, 2001, note(s) : comprend des poèmes publiés dans des éditions antérieures et ceux qui n'avaient pas encore été publiés jusqu'à présent;  (ISBN 5-320-00420-6)
- 2001 : Беседы с Иисусом (Conversations avec Jésus) Agence "RDK-Print", 2001,  (ISBN 5-93583-039-6)
- 2001 : Сонеты (Sonnets), Saint-Pétersbourg: Agence "RDK-Print", 2001, 302 pages, note(s) : sélection de sonnets, les poèmes sont disposés chronologiquement.  (ISBN 5-93583-035-3)
- 2006 : Венки сонетов (Couronne de sonnets), Saint-Pétersbourg : Culture, 2006, 240 pages

### Prose
- 1994 : Я пришёл дать вам выпить, или Как я был Александром IV (Je suis venu vous offrir à boire, ou Comment j'étais Alexandre IV); Saint-Pétersbourg : almanach Pétropol, 1994, 92 pages, note(s) : premier livre de la prose de A. Dolsky

### Roman en vers
- 2005 : Роман в стихах Анна (Roman en vers Anna), 2005, 61 pages

### Périodique
Depuis 1992, il participe au comité de rédaction de l'almanach Pétropolis

### Partition
- 2002 : une partition de piano comprenant 21 chansons d'A. Dolsky avec une tablature détaillée pour la guitare a été publiée[2]

## Honneurs, titres
Années 1950 : il obtient la deuxième place du premier Concours d’artistes de variétés en tant que guitariste.
- 1971 : lauréat du Festival Grushinsky
- 1979 : Membre de la section de Léningrad l'Union des écrivains dramaturges
- 1979 : Lauréat du VIe Concours pansoviétique des artistes de variétés, catégorie supplémentaire "Interprète de poèmes à la guitare"[10].
- 1989 : Artiste émérite de la RSFSR (République socialiste fédérative soviétique de Russie) pour sa contribution exceptionnelle à la culture russe
- 1999 : Prix artistique Pétropol, pour sa contribution créative au développement de la culture et de l'art russes
- 2002 : Premier lauréat du Prix littéraire d'État Boulat Okoudjava
- 2002 : Lauréat du Prix Arkadi Raïkine[2]
- 2002 : Récipiendaire de la Médaille Pouchkine, pour la préservation des traditions dans la littérature russe
- 2005 : Lauréat du Prix artistique de Tsarskoïe Selo
- 2005 : Lauréat du Prix artistique Alexandre Volodin
- 2017 : Lauréat du Prix N.S. Leskov "Voyageur z" pour l'année 2017, catégorie : Prix spécial pour sa contribution à la poésie contemporaine[12].

## Loisirs
Dans ses temps libres, Alexander Alexandrovich s’adonne à la peinture.